# Нейман, Леонид Робертович
Леони́д Ро́бертович Не́йман (1902, Санкт-Петербург — 1975, Ленинград) — советский физик-энергетик, академик АН СССР (1970).

## Биография

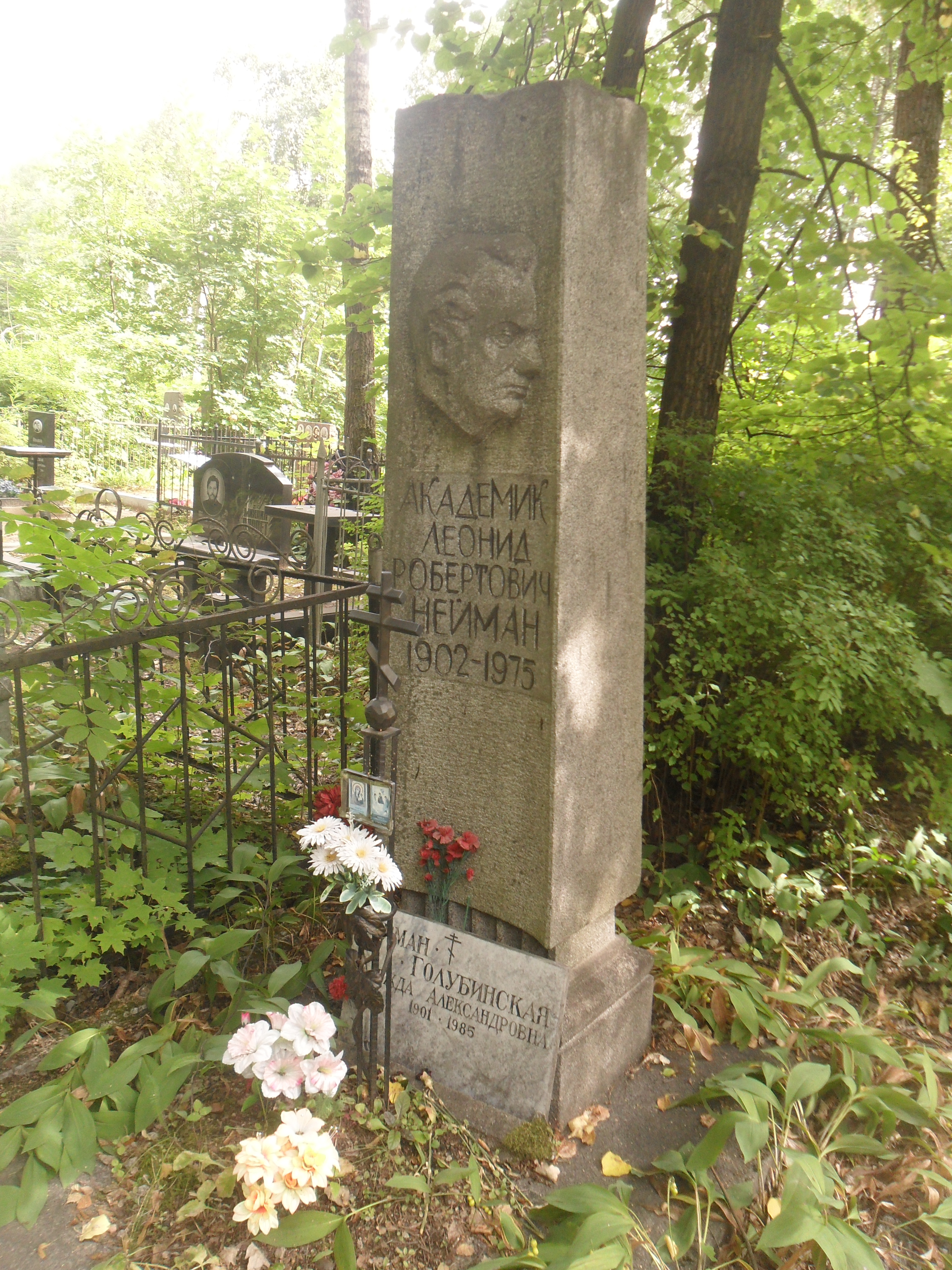
Могила Неймана на Богословском кладбище Санкт-Петербурга.

В 1930 получает диплом Ленинградского политехнического института и начинает работу в институте. В 1931—1935 — руководит группой учёных в Ленинградском электрофизическом институте. С 1946 — работает в Энергетическом институте АН СССР. Награждён государственными наградами — орденом Ленина и двумя орденами Трудового Красного Знамени.
Умер Леонид Робертович Нейман 9 февраля 1975 года, похоронен на Богословском кладбище. Надгробие (скульптор Е. А. Васильев, архитектор В.С. Васильковский) создано в 1976 году.
Леонид Нейман — автор трудов по распространению электромагнитных волн в нелинейной среде, моделированию и исследованию электромагнитных процессов..
Автор нескольких неоднократно переиздававшихся книг:
- «Теоретические основы электротехники»;
- «Электропередача постоянного тока как элемент энергетических систем».

## Адреса в Ленинграде
- 1937—1941, 1944—1975 — Политехническая улица, 29.

## Память
- На здании 2-го профессорского корпуса Санкт-Петербургского государственного политехнического университета (Политехническая улица, 29) в 1980 году была установлена мемориальная доска (архитектор Т. Н. Милорадович).